# Kasanga (Mufindi)
Kasanga ist ein Verwaltungsbezirk (englisch Ward) des Distrikts Mufindi in der tansanischen Region Iringa.

## Geografie
Kasanga liegt im südlichen Hochland von Tansania etwa 40 Kilometer Luftlinie südwestlich der Distrikthauptstadt Mafinga. Der Bezirk grenzt im Norden an Ingowole, im Osten an Mninga, im Süden an Kiyowela und im Westen an Mtambula. Bei der Volkszählung 2022 lebten 8600 Menschen in 2383 Haushalten auf einer Fläche von 134 Quadratkilometern.

## Gliederung
Der Bezirk besteht aus fünf Gemeinden (swahili Mtaa) mit 34 Orten (Kitongoji):
| Kasanga - Ikatami - Tangini - Igominyi - Kati - Ilongelo - Ngelele - Lupunga | Ihomasa - Lung'ang'ano - Mjimwema - Nyumbanitu - Mlimani - Ihomasa B - Isatile | Udumka - Finge - Luhota - Masilu - Soleck - Idetelo - Nyakanani - Igonambogo - Ramadhani | Lwang'a - Igonambogo - Uwanja wa Ndege - Isaula - Itimbo | Kilolo - Mapinduzi - Isakalilo - Kipi - Majalibio - Mwongozo - Amani - Mlimahewa - Muungano - Hatamu |

## Wirtschaft und Infrastruktur
- Landwirtschaft: Im Bezirk werden rund 16.000 Hühner, 2000 Rinder, 1000 Ziegen und 700 Schweine gehalten.[7]
- Bildung: Die Kizagila Secondary School ist eine staatliche weiterführende Schule, die Tagesschüler bis zur 4. Stufe ausbildet.[8]